# Janar Toomet
Janar Toomet (* 10. August 1989 in Tallinn) ist ein estnischer Fußballspieler.

## Karriere

### Verein
In seiner Jugend spielte Janar Toomet beim FC Flora Tallinn. Ab dem Jahr 2006 kam der variabel Einsetzbare offensiv Spieler zu Einsätzen für deren zweite Mannschaft in der Esiliiga. Zu Beginn der Saison 2007 wechselte er zum FC Valga Warrior wo dieser zwei Jahrelang spielte. Ab der Spielzeit 2009 spielte Toomet in der Meistriliiga für den JK Tulevik Viljandi, wobei er zunächst meist in der Esiliiga bei der Zweitvertretung zu Spieleinsätzen kam. Erst ab der folgenden Saison 2010 wurde er regelmäßig im Team der Meistriliiga-Mannschaft eingesetzt. Seit 2011 beim FC Levadia Tallinn unter Vertrag, wurde er über die Reserve an die Erste Elf herangeführt und erlangte dort im letzten Drittel der Saison 2011 unter dem Interimstrainer Sergei Hohlov-Simson einen Stammplatz. Nach den ersten 12 Spieltagen der neuen Saison 2012 konnte Toomet 5 Tore erzielen und lag hinter Tarmo Neemelo und Vladislav Ivanov an dritter Stelle der Torschützenliste. Mit Levadia konnte Toomet in seinem ersten Jahr dort, den Estnischen Pokal im Finale gegen den JK Trans Narva gewinnen. Beim klaren 3:0-Erfolg stand er über die gesamte Spieldauer auf dem Feld. Zu Beginn der Saison 2013 unterschrieb er einen Vertrag über drei Jahre beim JK Nõmme Kalju.

### Nationalmannschaft
Für Estland kam Toomet im Jahr 2008 zu zwei Einsätzen für die U-21 seines Heimatlandes. Im Baltic Cup der U-21 Junioren debütierte er zunächst gegen Lettland nach einer Einwechslung für Kristian Marmor. In seinem zweiten Spiel gegen Litauen während des Turnieres spielte Toomet von Beginn an und wurde nach der Halbzeitpause durch Tõnis Kaukvere ersetzt.

## Erfolge
- Estnischer Pokal: 2012